# Johan Strömfelt
Johan Strömfelt, före adlandet Fegræus, född 16 augusti 1587, död 2 november 1644 på Landsjö i Kimstads socken, var en svensk diplomat.

## Biografi
Johan Strömfelt var son till kyrkoherden och prosten Haraldus Johannis Fegræus och Ingrid Håkansdotter. Han studerade vid Uppsala universitet, där han inskrevs 1609. Strömfelts levnad under de följande åren är föga känd. Troligen i början av 1620-talet anställdes han i det kungliga kansliet, och han följde Gustav II Adolf på expeditionen till Danzig 1623. 1624–1629 fungerade han som sekreterare i kansliet; hans verksamhet var under denna tid stundom förlagd till Tyskland. 1629 utnämndes han till Jonas Bures efterträdare som agent i Helsingör. Strömfelt adlades 1632, befordrades till resident 1638 och lämnade Danmark först 1644 efter dansk-svenska krigets utbrott. Han skaffade sig i Danmark goda informationer; hade uppsikten över postgången mellan Sverige och kontinenten och dletog även i storpolitiska förhandlingar, bland annat i april 1630 med Hercule de Charnacé om ett förbund mellan Sverige och Frankrike.

### Egendom
Strömfelt ägde Strömhult i Slätthögs socken som han köpte 10 februari 1638 av Johan Reuter.

### Familj
Strömfelt gifte sig med Christina Törnsköld. Hon var dotter till assessorn Peder Törnsköld och Brita Clemetsdotter. De fick tillsammans barnen Anna Christina Strömfelt (död 1674) som var gift med ryttmästaren Rutger Johan von Ascheberg och översten Frans Hilchen, studenten Christian Strömfelt (1632–1676), Brita Strömfelt som var gift med landshövdingen Hans Abraham Kruuse af Verchou, ryttmästaren Per Strömfelt (död 1705), landshövdingen Harald Strömfelt (död 1707), ståthållaren Gustaf Adolf Strömfelt (1640–1717) i Dorpat och Pernau och ryttmästaren Carl Filip Strömfelt (1644–1690) vid änkedrottningens livregemente.